# 普熱什季采

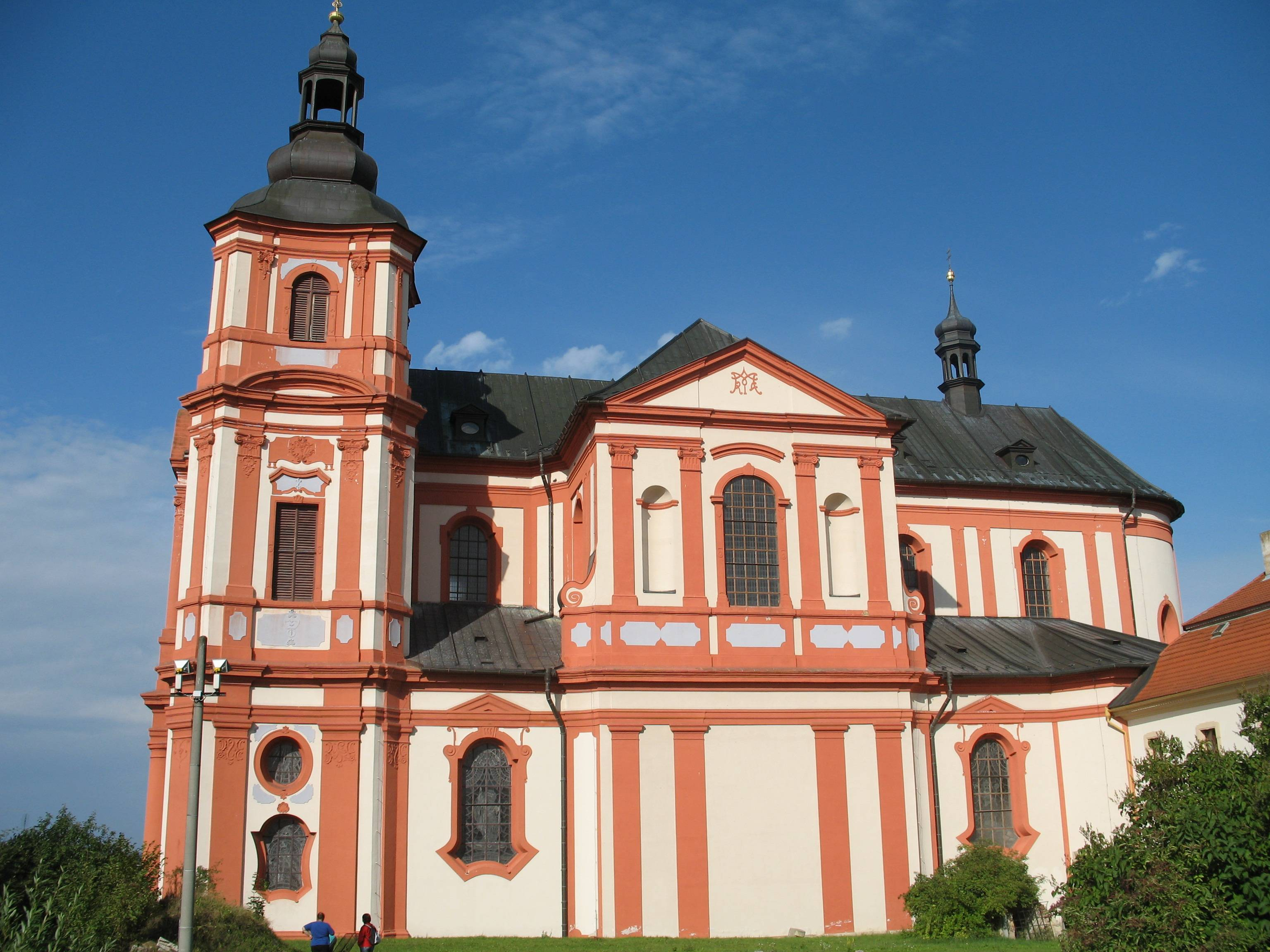

普熱什季采是捷克的城鎮，位於該國西部烏赫拉瓦河畔，距離首府皮爾森20公里，由比爾森州負責管轄，面積25.39平方公里，海拔高度345米，2006年人口6,681。